# 율리야 체르모샨스카야
율리야 이고레브나 체르모샨스카야(러시아어: Ю́лия И́горевна Чермошанская, 1986년 1월 6일~)는 러시아의 육상 선수로 주 종목은 단거리 달리기이다.

## 경력
브랸스크에서 태어난 체르모샨스카야는 전직 러시아 육상 국가대표 선수인 갈리나 말추기나의 딸이다.
2008년 베이징 올림픽에서 알렉산드라 페도리바, 율리야 구시나와 예브게니야 폴랴코바와 함께 400m 릴레이에 나가는 데 러시아를 대표하였다. 첫 라운드 예선에서 러시아 팀은 자메이카 팀에 밀려 2위를 하였으나 독일과 중화인민공화국 팀을 앞섰다. 그들의 시간 42.87초는 또한 16개의 참가국들 전부의 두번째 시간이기도 하였다. 이 결과로 러시아 팀은 결승전에 나가는 데 합격하여 42.31초로 금메달을 획득하였다. 벨기에와 나이지리아 팀은 각각 2,3위로 들어오고, 자메이카 팀은 배턴 교환에서 실수하여 완료하지 못하였다.
2010년 유럽 선수권에 나간 체르모샨스카야는 400m 릴레이와 200m에 나갔다. 릴레이 결승전에서 유나 메흐티-자데, 알렉산드라 페도리바와 율리야 구시나와 함께 우크라이나, 프랑스와 폴란드 팀에 밀려 4위를 하였다. 200m에서 그녀는 다음 라운드로 진출하는 데 자신의 예선을 23.10초로 이겼다. 준결승전에서는 22.28초의 향상된 시간으로 우크라이나의 옐리자베타 브리지나에 밀려 2위를 하였다. 그러고나서 전체로 5번째로 빠른 선수로서 결승전에 들어갔다. 결승전에서 그녀는 시즌적 전력 22.67초로 달려 7위를 하였다. 동료 선수 페도리바와 아나스타시아 카파친스카야는 각각 3,4위를 하였다. 프랑스의 미리암 수마레가 유럽 선두 기록 22.32초로 경주를 우승하였다.
2016년 그녀의 도핑이 실증되자 체르모샨스카야와 베이징 올림픽에서 금메달을 딴 그녀의 동료 선수들은 금메달을 박탈당하였다.